# Sabine Hossenfelder

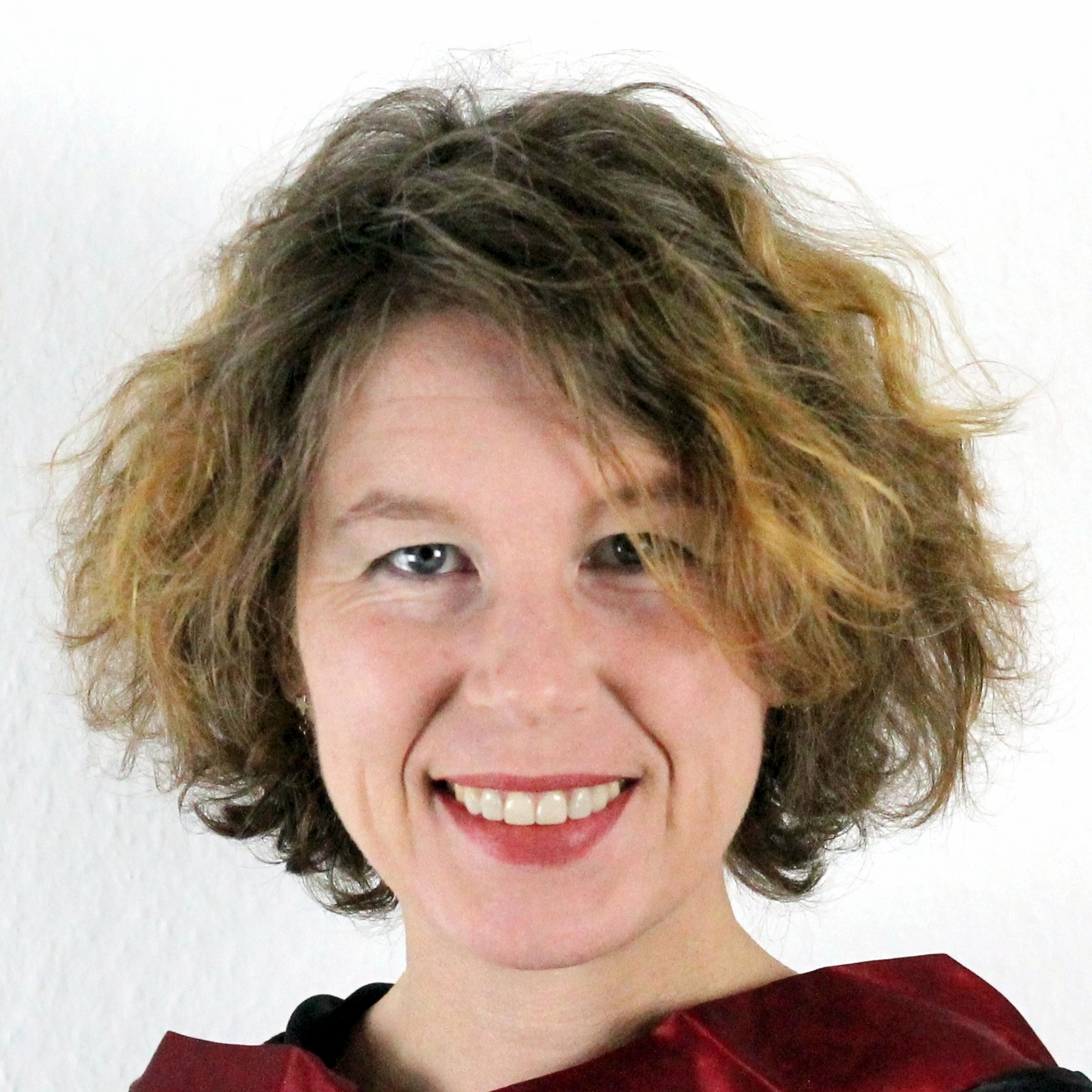
Sabine Hossenfelder (2017)

Sabine Karin Doris Hossenfelder (* 18. September 1976 in Frankfurt am Main) ist eine deutsche theoretische Physikerin, Wissenschaftsjournalistin und Webvideoproduzentin. Sie befasst sich mit Gravitation und Quantengravitation sowie Physik jenseits des Standardmodells.

## Leben
Nach ihrem Abitur an der Albert-Einstein-Schule in Schwalbach am Taunus 1995 studierte Hossenfelder zunächst bis zum Vordiplom 1997 Mathematik und danach Physik an der Goethe-Universität in Frankfurt am Main. Ihr Studium schloss sie mit Diplom mit Auszeichnung im Jahr 2000 bei Walter Greiner (Particle Production in Time Dependent Gravitational Fields) sowie der Promotion bei Horst Stöcker 2003 (Schwarze Löcher in Extra-Dimensionen: Eigenschaften und Nachweis) ab. Als Post-Doktorandin war sie am GSI Darmstadt, 2004/05 an der University of Arizona, 2005/06 an der University of California, Santa Barbara und 2006 bis 2009 am Perimeter Institute. 2010 bis 2012 legte sie eine Kinderpause ein.
2009 bis 2015 wirkte sie als Assistant Professor an der Nordita in Stockholm. Sie war bis Anfang 2023 Research Fellow am Frankfurt Institute for Advanced Studies (FIAS) und arbeitet seit April 2023 beim Munich Center for Mathematical Philosophy (MCMP).
Hossenfelder schreibt als freie Autorin über naturwissenschaftliche Themen, auch unter dem Pseudonym Bee in ihrem Blog Backreaction und für die Kolumnen „Starts with a Bang“ des Forbes Magazine sowie „Hossenfelders Stichproben“ in Bild der Wissenschaft. Auf ihrem YouTube-Kanal führt sie regelmäßig anhand einzelner Fragen in grundlegende Fragestellungen der modernen Physik ein, veröffentlicht Musikvideos mit physikalischen und popkulturellen Referenzen sowie Interviews mit anderen Forschern. 
Hossenfelder ist seit 2006 mit dem Physiker Stefan Scherer verheiratet und wurde 2010 Mutter von Zwillingstöchtern.

## Schwerpunkte
Hossenfelder forscht unter anderem über experimentell oder in Beobachtungen überprüfbare Aussagen von Theorien der Quantengravitation (wie Verletzung der Lorentzinvarianz und Lokalität) und phänomenologische Modelle der Quantengravitation. 2018 gab sie darüber einen Sammelband heraus.
2018 veröffentlichte sie ein Buch unter dem Titel Lost in Math: How Beauty Leads Physics Astray (deutscher Titel Das hässliche Universum), in dem sie verschiedene Fehlentwicklungen kritisiert. Dies betrifft ihrer Meinung nach die Suche nach mathematischer Schönheit fundamentaler Theorien in der Physik (→ Wissenschaftsästhetik). Gegenstand ihrer Kritik ist auch die Stringtheorie und Supersymmetrie, zu denen seit Jahrzehnten Bestätigungen ausstehen (Superpartner, Extradimensionen) bzw. Vorhersagen immer wieder widerlegt wurden (WIMP-Wunder). Sie kritisiert auch die Erklärungsversuche mit prinzipiell unbeobachtbaren Phänomenen wie Multiversen. Viele der theoretischen Arbeiten seien ihr zufolge nutzlose Spekulationen: „Die meisten theoretischen Physiker, die ich kenne, studieren inzwischen Dinge, die noch niemand je gesehen oder gemessen hat.“

## Ehrungen
2024 wurde der Asteroid (16648) Hossi nach Sabine Hossenfelder benannt.

## Schriften (Auswahl)
- mit Dominik Schwarz, Walter Greiner: Particle production in time-dependent gravitational fields: the expanding mass shell. In: Classical and Quantum Gravity, Band 20, 2003, S. 2337–2354, arxiv:gr-qc/0210110
- Experimental Search for Quantum Gravity. In: V. R. Frignanni: Classical and Quantum Gravity: Theory, Analysis and Applications. 5. Nova Publishers 2011, arxiv:1010.3420
- What black holes can teach us. In: Focus on Black Hole Research. Nova Science Publ. 2005, arxiv:hep-ph/0412265
- Science needs reason to be trusted. In: Nature Physics, Band 13, 2017, S. 316–317
- mit C. Marletto, V. Verdol: Quantum gravity: Quantum effects in the gravitational field. In: Nature, Band 549, 2017, S. 31, doi:10.1038/549031a
- Lost in Math: How Beauty Leads Physics Astray. New York, NY : Basic Books, 2018
  - Das hässliche Universum: Warum unsere Suche nach Schönheit die Physik in die Sackgasse führt. Übersetzung Gabriele Gockel, Sonja Schuhmacher. Frankfurt am Main: S. Fischer, 2018 ISBN 978-3-10-397246-7.
- (Hrsg.): Experimental Search for Quantum Gravity. Springer 2018
- Existential Physics: A Scientist's Guide to Life's Biggest Questions
  - Mehr als nur Atome : was die Physik über die Welt und das Leben verrät. Übersetzung Monika Niehaus, Bernd Schuh. München : Siedler, 2023 ISBN 978-3827501660.
- Kolumne in der Bild der Wissenschaft